# Левченко Сергій Прокопович
«У чому сенс життя?

Може, у тому,

Щоб не задавати собі таких питань?»
 —Сергій Левченко, «Видіння»[а]
Про сенс життя я думав в тишині,

А ти своєї: «Любиш ти чи ні?»

Я розізлився: «Жінко, перестань!

Не задавай мені дурних питань!»
Наталя Горішна, «Нові пародії»
Ле́вченко Сергі́й Про́копович (9 січня 1954 — †13 червня 2019) — український поет, прозаїк, перекладач, член НСПУ з 16.05.1995 р., борець за незалежність України, один із засновників Народного Руху на Черкащині.

Народився, жив, любив, творив, помер у Черкасах.
.

## Біографічні відомості
Левченко Сергій Прокопович народився 9 січня 1954 у м.Черкаси. Закінчив філологічний факультет Черкаського педагогічного інституту. Писав у стилях: аванґард, модерн, постмодерн. Є автором 21-ї книги. Друкувався як у міcцевій періодиці, так і в республіканській, а також в Естонії: журнали "Таллінн" та "Pikker", міжнародному журналі "Склянка Часу*Zeitglas". Заснував літгурт "Оратанія", журнал "Апостроф". Його твори публікувалися у колективних збірках авангардного спрямування 90-х років «Боже, ми вільні» (разом із такими авторами як М. Бабак, І. Лавріненко та Є. Найден) та «Доба туманів» (М. Бабак, І. Лавріненко, Є. Найден та М. Воробйов). Його твори також публікувалися у збірці "Urbis et Vicus" (Канів, 2011), "Антологія сучасної новелістики та лірики України" (Канів, 2015). C.П. Левченко є автором численних перекладів з естонської, російської та польської мов.
Працював директором, головним редактором видавництва "Сіяч". 
Член Національної спілки письменників України з 1995 року.
Батько поетеси Анни Левченко.
Помер письменник 13 червня 2019 року. Похований у Черкасах на міському кладовищі №7. 

### Книги
Поезія, проза, п’єси, поетичний переклад:
- „Бачення”, 1992,
- „Видіння”, 1993,
- „Іуда”, 1993 (оповідання і п’єси),
- „Хвала пітьмі”, 1994,
- „Тло світла”, 1994,
- „Присутність другого”, 1997,
- „Листя золота колекція”, 1999,
- „Перетерпіти й зберегти”, 2006,
- „23 вірші і 2 оповідання”,
- „Усе любов” (вибране), 2010, (повісті „Настигнуті”, „Помста”, романи „Шлях зерна”, „А жорна мелють”),
- „Під прапором неба”, 2011,
- „Оплакування дощу”, 2011,
- „Завтра починається вранці”, 2012,
- „І знову осінь...” (з Анною Левченко), 2013,
- „Усе”, 2014 (поезія, проза),
- „Вечірнє шосе”, 2014 (поезія, проза),
- „Зачекай, моє серце”(роман)/„Крик дерев на горизонті”(поезія) (у співавторстві з Анною Левченко) 2015,
- „Квиток до Загреба”(роман), „Кохаю...”(лірика)/ „Я бачу” (лірика) (у співавторстві з Анною Левченко), 2016,
- „Натовп самотніх” (есеї, поезія) (у співавторстві з Анною Левченко), 2016,
- „Башкіни, або прожити вперед” (роман, новели, поезія) (у співавторстві з Анною Левченко), 2017,
- „Сірий камінь” (роман, вірші, переклади, п'єса) (у співавторстві з Анною Левченко), 2019.

## Творчість
З майбутньої книги:

Пишу давно. Виробив свій стиль і тон. А от серце налаштувати ніяк не вдається. Одне слово – ґранж. Можу посеред ночі сісти в ліжкові і годину чи більш читати, вірніше виголошувати із заплющеними очима цілі лекції. Тематика – розмаїта. Це і розселення арійців на Сході: від кушанів і тохарців в Середній Азії до айнів на Далекому Сході, й імперські амбіції Київської Руси набагато раніше до неіснуючої Росії, або чому індіанці півдня Америки розмовляють угро-фінським діалектом, як якісь естонці, чи чому чоловіки ліпше грають в шахи, аніж жінки, або про творчість Хуарреса, Гандке чи Лишеги. Теми вічної анархії в Україні і вічної романтики теж не чужі мені. Такий ґанж /не ґранж/ з’явився в моїй психіці після смерти дочки. 

/уривок з повісті/

З нових поезій

БУВ нема саду

Я з невідомої прийшов країни,

Де все мені і знано, і відомо.

Там зріз болота невловимий,

Драбина тягнеться до дому.

Агонія Христа так, безкінечна,

І воскресіння буде тут, в саду…

Мене хтось взяв за плечі:

- З Тобою, Вчителю, піду.

28.09.16 р.

ІСУС, СОКРАТ, ЦИКУТА

Ви заснули тоді, в саду, а Він вас просив не спать. Він і зараз висить отам, а ми всі спимо, спимо… 

Ми у черзі стоїмо до хреста,

Може, й нас колись приб’ють.

Може, виженуть наші міста,

Як філософа травою уб’ють.

29.09.16 р.

РАНКОВА ПРОБІЖКА

М. Б.

Біжу все по стрічці Мьобіуса,

Як старий тротуаром пес.

Геть забув я пахощі крокуса

І вершини альпійських мес.

А іще помирать не хочеться,

Телефонні б дзвінки почуть.

І алмаз у вугілля проситься,

Як поезія в правди суть.

Непритомними бачить крокуси.

Та все бігти і бігти кудись

По асфальтовій стрічці Мьобіуса.

Хрест попереду бачу з’явивсь.

29.09.16 р.

ЛІТЕРИ, поезія, МОВА, поет

Вірш пишеться швидко, як ток крови,

Як думка у мізках каруселі.

А потім стирчить у серці цвяхом,

Аж поки не зіржавіє чи зблисне діамантом,

Чи як свічки в Божій оселі. 

Поети вмирають та не вмирає мова.

30.09.16 р.